# Vombatiformes
Els vombatiformes (Vombatiformes) són un dels tres subordres del gran ordre de marsupials dels diprotodonts. Gairebé totes les famílies conegudes d'aquest subordre estan extintes; només en sobreviuen la família dels fascolàrctids (coala) i la dels vombàtids (tres espècies de uombat).
Entre les famílies extingides es troben els diprotodòntids, que inclouen Diprotodon, de la mida d'un rinoceront, que es creu que són els marsupials més grossos que han existit, així com els «lleons marsupials» Thylacoleonidae i els «tapirs marsupials» Palorchestidae.

## Classificació[2][3]
Subordre Vombatiformes
- Família †Thylacoleonidae: (lleons marsupials)[4]
  - Gènere †Thylacoleo
  - Gènere †Priscileo
  - Gènere †Wakaleo
  - Gènere †Microleo
- Família Phascolarctidae: koala (una espècie moderna)[5]
  - Gènere †Perikoala
  - Gènere †Madakoala
  - Gènere †Koobor
  - Gènere †Litokoala
  - Gènere †Nimiokoala
  - Gènere Phascolarctos
- Vombatomorphia
  - Família †Wynyardiidae
    - Gènere †Wynyardia
    - Gènere †Muramura
    - Gènere †Namilamadeta

  - Família †Ilariidae
    - Gènere †Koalemas
    - Gènere †Kuterintja
    - Gènere †Ilaria

  - Vombatoidea
    - Família †Mukupirnidae
      - Gènere †Mukupirna

    - Família †Maradidae
      - Gènere †Marada[6]
      - Gènere †Nimbavombatus (o bé considerat el vombàtid més basal[3] o just fora de Vombatidae[2])

    - Família Vombatidae: wombats (tres espècies vives)
      - Gènere †Rhizophascolonus
      - Gènere Vombatus
      - Gènere †Phascolonus
      - Gènere †Warendja
      - Gènere †Ramsayia
      - Gènere †Sedophascolomys
      - Gènere Lasiorhinus

  - Superfamília Diprotodontoidea[7]
    - Gènere †Silvabestius
    - Gènere †Ngapakaldia
    - Gènere †Nimbadon
    - Gènere †Neohelos
    - Família †Diprotodontidae:[7]
      - Gènere †Alkwertatherium
      - Gènere †Bematherium
      - Gènere †Pyramios
      - Genus †Nototherium
      - Gènere †Meniscolophus
      - Gènere †Euryzygoma
      - Gènere †Diprotodon
      - Gènere †Euowenia
      - Gènere †Sthenomerus
      - Subfamília †Zygomaturinae[7]
        - Gènere †Neohelos[7]
        - Gènere †Raemeotherium
        - Gènere †Plaisiodon
        - Gènere †Zygomaturus
        - Gènere †Kolopsis[7]
        - Gènere †Kolopsoides
        - Gènere †Hulitherium
        - Gènere †Maokopia

    - Família †Palorchestidae: (tapirs marsupials)[7]
      - Gènere †Palorchestes
      - Gènere †Propalorchestes
      - Gènere †Pitikantia